# Ora di Amsterdam
L'Ora di Amsterdam o UTC+0:20 è stato un fuso orario in anticipo di 20 minuti rispetto all'UTC, esistito nei Paesi Bassi tra 1909 e 1940.
Chiamato anche Ora olandese, corrispondeva a un'approssimazione dell'ora solare media di Amsterdam, in anticipo di 19 min e 32,13 s rispetto al GMT. Fu semplificato a GMT+0:20 il 17 marzo 1937.
All'invasione tedesca del paese nel 1940, fu applicata l'ora di Berlino e il fuso orario non fu ristabilito dopo la Seconda guerra mondiale, rimanendo a UTC+1.

## Zone
UTC+0:20 è stato utilizzato nei seguenti paesi e territori:
- Paesi Bassi